# マカオ時間
マカオ時間（マカオじかん、中国語: 澳門標準時間（ピンイン:Ou-mún bīu-jéun sìh-gaan、広東語（イェール式:Àomén Biāozhǔn Shíjiān）、ポルトガル語: Hora Oficial de Macau、英語: Macao Standard Time）では、中華人民共和国の特別行政区であるマカオで使用されている標準時について解説する。標準時は、中国大陸で使用されている中国標準時並びに中華民国（台湾）で使用されている台湾標準時、それに香港特別行政区で使用されている香港時間と同じ、UTC+8が使用されている。

## 歴史
マカオ返還後も、マカオは独自の標準時を制定する権限を持っているが、返還以降、マカオは一貫して中国標準時を採用している。マカオ地球物理気象局はグローバル・ポジショニング・システム(GPS)から時刻の信号を受信し、この信号をラジオ放送局が無線時報として使用していたが、応用的な情報通信技術の継続的な発展のため、正確な時報の需要が相対的に増加した。さらに、電子政府の発展に対応する必要があったため、2003年、セシウム原子時計とタイムサーバーが、正確で便利な時報を一般大衆に送信するために設置された。これと同時に、2003年には、中華人民共和国国家総合原子時計画にも参加している。その後、さらに高い精度の時報が求められるようになったために、2004年には衛星共同観測法が導入され、中国科学院の中華人民共和国国立標準時センターにある原子時計や、国際授時機構にある原子時計と周波数を比較することができるようになった。

## 夏時間
1946年から1979年まで、夏時間が採用されていた。夏時間が実施される際には毎年、訓令にて公告が行われた。
| 西暦年 | 開始・終了         | 備考                                                                                      |
| 1946   | 4月30日 - 12月1日  | 澳門憲報第17號 3:961訓令にて公告                                                          |
| 1947   | 4月19日 - 12月30日 | 澳門憲報第16號 4:153訓令にて公告                                                          |
| 1948   | 5月2日 - 10月29日  | 澳門憲報第18號 4:374訓令にて公告                                                          |
| 1949   | －                 | （資料なし）                                                                              |
| 1950   | －                 | （資料なし）                                                                              |
| 1951   | 3月31日 - 10月29日 | 澳門憲報第12號 4:946訓令および第43號 5:025訓令にて公告。標準時を1時間進めた時刻を採用。   |
| 1952   | 4月5日 - 11月2日   | 澳門憲報第14號 5:149訓令および第43號 5:251訓令にて公告。標準時を1時間進めた時刻を採用。   |
| 1953   | 4月4日 - 10月31日  | 澳門憲報第13號 5:366訓令および第44號 5:444訓令にて公告。標準時を1時間進めた時刻を採用。   |
| 1954   | 3月20日 - 10月30日 | 澳門憲報第12號 5:540訓令および第44號 5:589訓令にて公告。標準時を1時間進めた時刻を採用。   |
| 1955   | 3月19日 - 11月5日  | 澳門憲報第12號 5:676訓令および第45號 5:739訓令にて公告。標準時を1時間進めた時刻を採用。   |
| 1956   | 3月18日 - 11月4日  | 澳門憲報第11號 5:823訓令および第44號 5:891訓令にて公告。標準時を1時間進めた時刻を採用。   |
| 1957   | 3月24日 - 11月3日  | 澳門憲報第12號 5:981訓令および第43號 6:064訓令にて公告。標準時を1時間進めた時刻を採用。   |
| 1958   | 3月23日 - 11月4日  | 澳門憲報第12號 6:172訓令および第43號 6:243訓令にて公告。標準時を1時間進めた時刻を採用。   |
| 1959   | 3月22日 - 11月1日  | 澳門憲報第12號 6:342訓令および第43號 6:411訓令にて公告。標準時を1時間進めた時刻を採用。   |
| 1960   | 3月20日 - 11月6日  | 澳門憲報第11號 6:514訓令および第44號 6:584訓令にて公告。標準時を1時間進めた時刻を採用。   |
| 1961   | 3月19日 - 11月5日  | 澳門憲報第10號 6:721訓令および第43號 6:815訓令にて公告。標準時を1時間進めた時刻を採用。   |
| 1962   | 3月18日 - 11月3日  | 澳門憲報第10號 6:947訓令および第43號 7:080訓令にて公告。標準時を1時間進めた時刻を採用。   |
| 1963   | 3月24日 - 11月3日  | 澳門憲報第12號 7:218訓令および第43號 7:340訓令にて公告。標準時を1時間進めた時刻を採用。   |
| 1964   | 3月22日 - 11月1日  | 澳門憲報第11號 7:491訓令および第44號 7:664訓令にて公告。標準時を1時間進めた時刻を採用。   |
| 1965   | 4月18日 - 10月17日 | 澳門憲報第15號 7:846訓令および第42號 7:979訓令にて公告。標準時を1時間進めた時刻を採用。   |
| 1966   | 4月17日 - 10月22日 | 澳門憲報第15號 8:146訓令および第41號 8:252訓令にて公告。標準時を1時間進めた時刻を採用。   |
| 1967   | 4月16日 - 10月22日 | 澳門憲報第15號 8:429訓令および第41號 8:540訓令にて公告。標準時を1時間進めた時刻を採用。   |
| 1968   | 4月21日 - 10月20日 | 澳門憲報第15號 8:735訓令および第41號 8:860訓令にて公告。標準時を1時間進めた時刻を採用。   |
| 1969   | 4月20日 - 10月19日 | 澳門憲報第16號 9035訓令および第42號 9156訓令にて公告。標準時を1時間進めた時刻を採用。     |
| 1970   | 4月19日 - 10月18日 | 澳門憲報第15號 9328訓令および第41號 9418訓令にて公告。標準時を1時間進めた時刻を採用。     |
| 1971   | 4月18日 - 10月17日 | 澳門憲報第14號 9587訓令および第41號 9702訓令にて公告。標準時を1時間進めた時刻を採用。     |
| 1972   | 4月16日 - 10月22日 | 澳門憲報第14號 38/72訓令および第41號 126/72訓令にて公告。標準時を1時間進めた時刻を採用。  |
| 1973   | 4月22日 - 10月21日 | 澳門憲報第14號 61/73訓令および第40號 182/73訓令にて公告。標準時を1時間進めた時刻を採用。  |
| 1974   | 3月24日 - 10月20日 | 澳門憲報第51號 282/73訓令および第41號 177/74訓令にて公告。標準時を1時間進めた時刻を採用。 |
| 1975   | 4月20日 - 10月10日 | 澳門憲報第15號 51/75訓令および第41號 173/75訓令にて公告。標準時を1時間進めた時刻を採用。  |
| 1976   | 4月18日 - 10月17日 | 澳門憲報第14號 67/76訓令および第41號 169/76訓令にて公告。標準時を1時間進めた時刻を採用。  |
| 1977   | -                  | 夏時間を実施せず                                                                          |
| 1978   | -                  | 夏時間を実施せず                                                                          |
| 1979   | 5月13日 - 10月21日 | 澳門憲報第19號 78/79訓令および第42號 166/79訓令にて公告。標準時を1時間進めた時刻を採用。  |
| 1980   | - 現在             | 夏時間を実施せず                                                                          |